# Clinopodium acinos
L'acino invernale (nome scientifico Clinopodium acinos (L.) Kuntze, 1891) è una pianta perenne della famiglia delle Lamiaceae.

## Etimologia
Il nome generico (Clinopodium) deriva da una parola greca "klinopodion" (formata da due parole: "klino" = pendenza, adagiarsi o letto e "podos" o "podios" = un piede), già usata da Dioscoride (Anazarbe, 40 circa – 90 circa), medico, botanico e farmacista greco antico che esercitò a Roma ai tempi dell'imperatore Nerone, e fa riferimento alla forma di manopola dell'infiorescenza. L'epiteto specifico (acinos = simile ad una bacca) è stato dato sempre da Dioscoride.
Il nome scientifico della pianta è stato definito per la prima volta da Linneo (1707 – 1778) con il nome di Thymus acinos, perfezionato successivamente nel nome attuale dal botanico tedesco Carl Ernst Otto Kuntze (Lipsia, 23 giugno 1843 – Sanremo, 27 gennaio 1907) nella pubblicazione "Revisio Generum Plantarum: vascularium omnium atque cellularium multarum secundum leges nomeclaturae internationales cum enumeratione plantarum exoticarum in itinere mundi collectarum... Leipzig" (2: 513, 515. 1891) del 1891.

## Descrizione

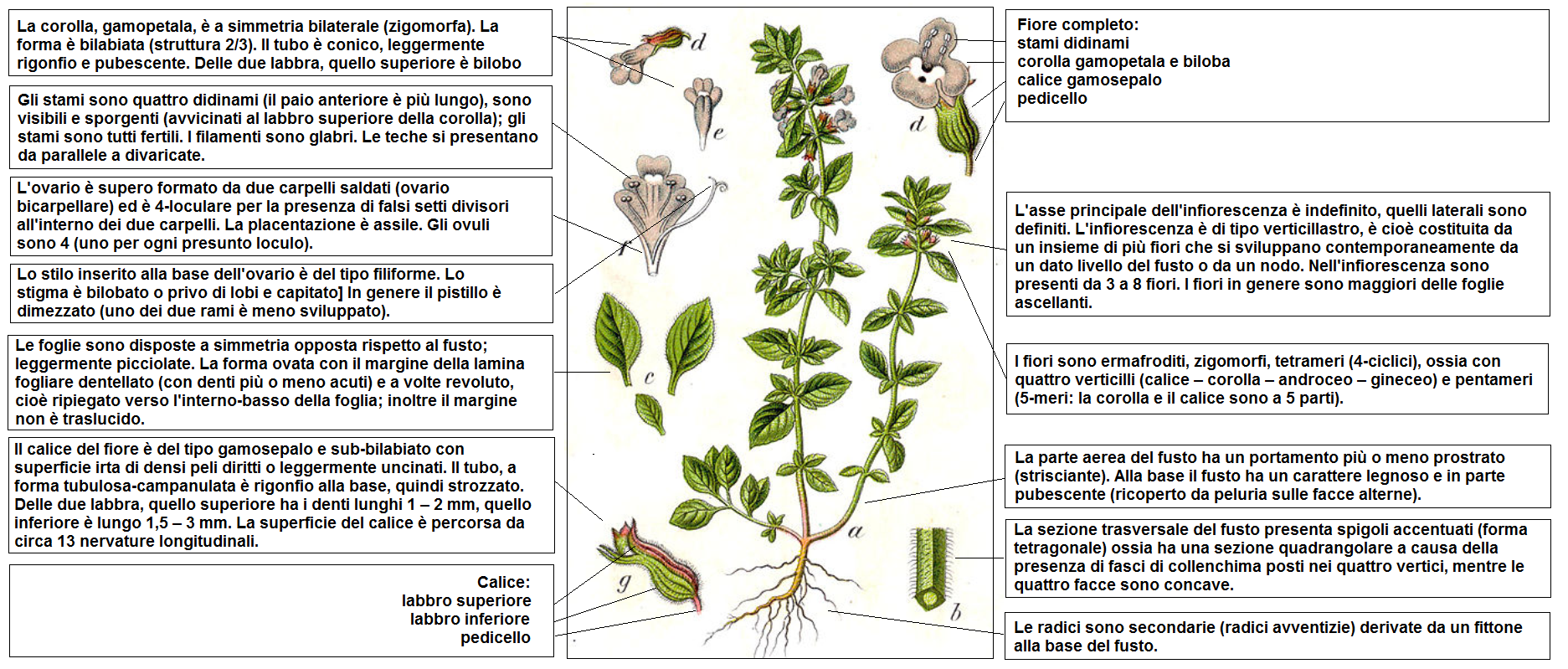
Descrizione delle parti della pianta

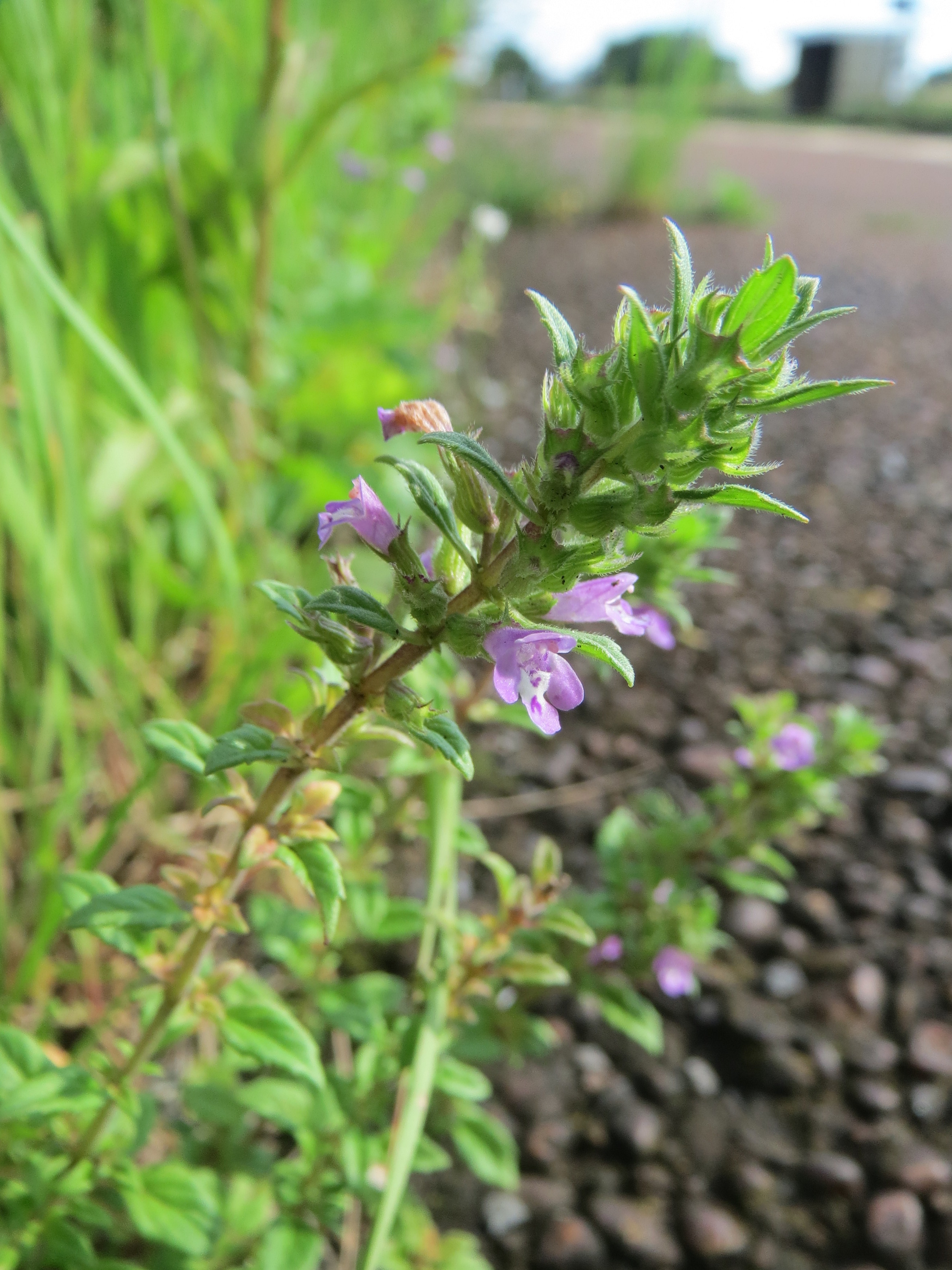
Il portamento

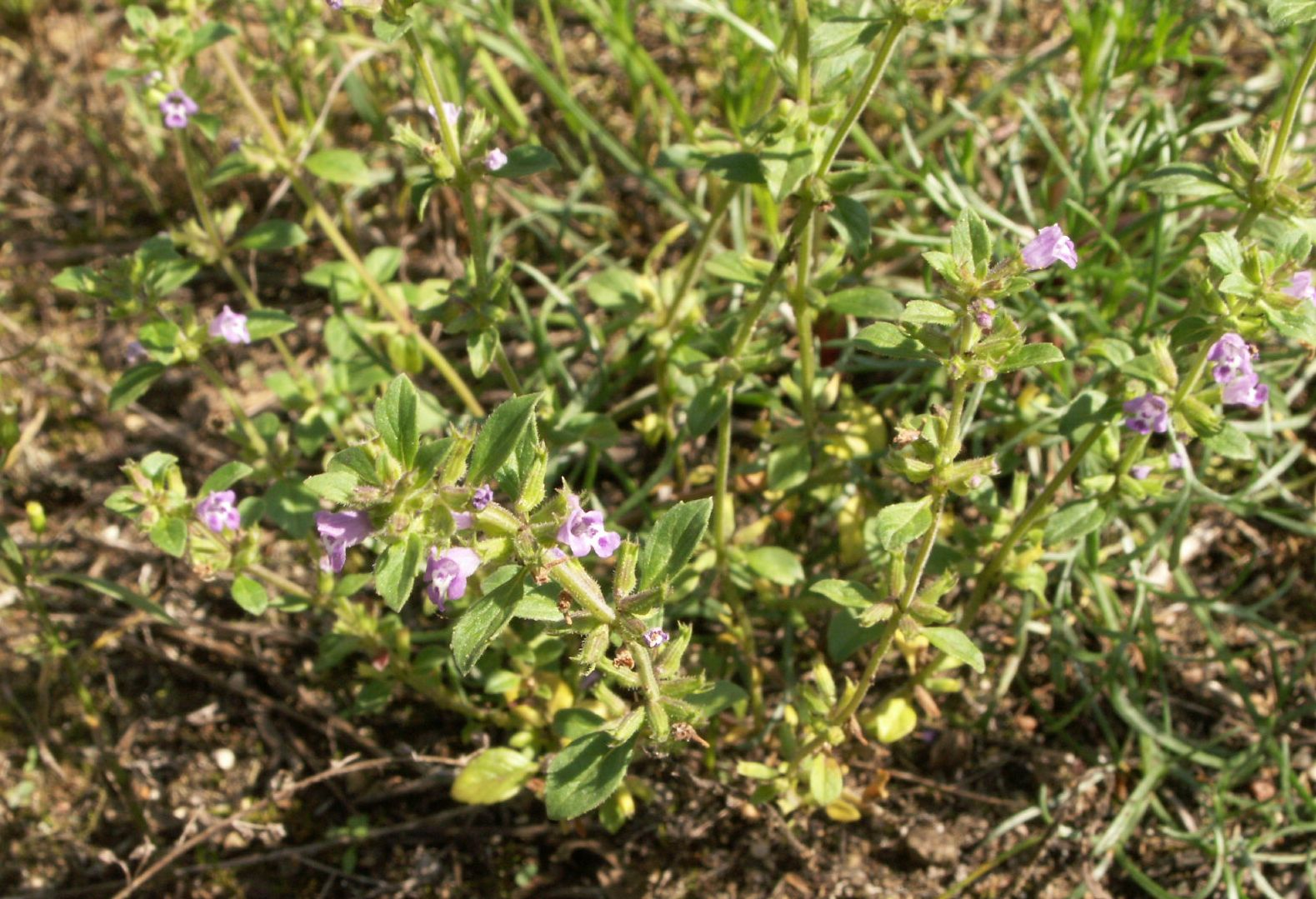
Le foglie

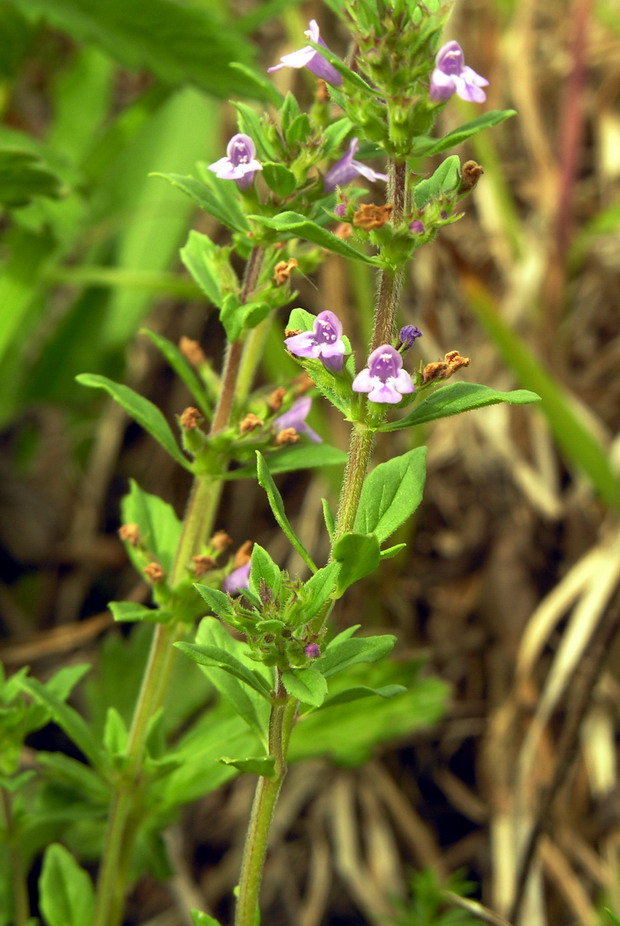
Infiorescenza

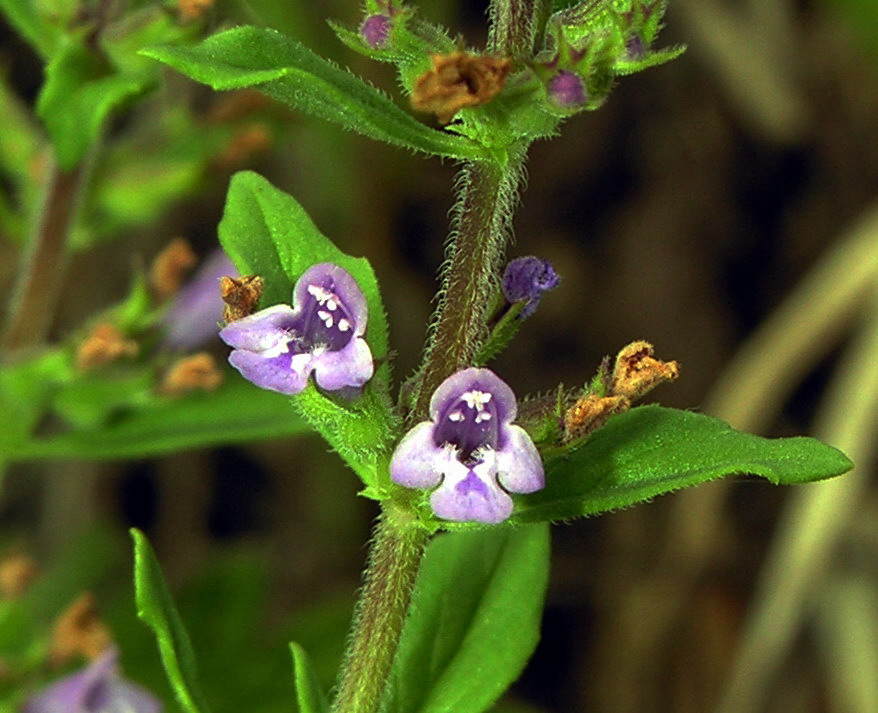
I fiori

Queste piante raggiungono un'altezza di 1 - 3 dm. La forma biologica è terofita scaposa (T scap), ossia in generale sono piante erbacee che differiscono dalle altre forme biologiche poiché, essendo annuali, superano la stagione avversa sotto forma di seme e sono munite di asse fiorale eretto e spesso privo di foglie. Possono essere presenti anche forme bienni o perenni come emicriptofita scaposa (H scap), ossia piante erbacee, a ciclo biologico perenne, con gemme svernanti al livello del suolo e protette dalla lettiera o dalla neve. La pubescenza è formata da peli semplici o ramificati.

### Radici
Le radici sono secondarie (radici avventizie) derivate da un fittone alla base del fusto. 

### Fusto
La parte aerea del fusto ha un portamento più o meno prostrato (strisciante). La sezione trasversale del fusto presenta spigoli accentuati (forma tetragonale) ossia ha una sezione quadrangolare a causa della presenza di fasci di collenchima posti nei quattro vertici, mentre le quattro facce sono concave. Alla base il fusto ha un carattere legnoso e in parte pubescente (ricoperto da peluria sulle facce alterne).

### Foglie
Le foglie sono disposte a simmetria opposta rispetto al fusto; leggermente picciolate (lunghezza del picciolo: 1,3 mm) . La forma è ovata (larghezza da 4 a 6 mm; lunghezza da 7 a 10 mm) con il margine della lamina fogliare dentellato (con denti più o meno acuti) e a volte revoluto, cioè ripiegato verso l'interno-basso della foglia; inoltre il margine non è traslucido. Sulla faccia abassiale sono presenti dei robusti nervi. Le stipole sono assenti.

### Infiorescenza
L'asse principale dell'infiorescenza è indefinito, quelli laterali sono definiti. L'infiorescenza è di tipo verticillastro, cioè costituita da un insieme di più fiori che si sviluppano contemporaneamente da un dato livello del fusto o da un nodo. Nell'infiorescenza sono presenti da 3 a 8 fiori. I fiori in genere sono maggiori delle foglie ascellanti.

### Fiore
I fiori sono ermafroditi, zigomorfi, tetrameri (4-ciclici), ossia con quattro verticilli (calice – corolla – androceo – gineceo) e pentameri (5-meri: la corolla e il calice sono a 5 parti).
- Formula fiorale. Per la famiglia di queste piante viene indicata la seguente formula fiorale:

X, K (5), [C (2+3), A 2+2] G (2), (supero), drupa, 4 nucule
- Calice: il calice del fiore è del tipo gamosepalo e sub-bilabiato con superficie irta di densi peli diritti o leggermente uncinati (lunghezza dei peli 0,5 - 0,8 mm). Il tubo, a forma tubulosa-campanulata, lungo 4 – 6 mm, è rigonfio alla base, quindi strozzato. Delle due labbra, quello superiore ha i denti lunghi 1 – 2 mm, quello inferiore è lungo 1,5 – 3 mm. La superficie del calice è percorsa da circa 13 nervature longitudinali.
- Corolla: la corolla, gamopetala, è a simmetria bilaterale (zigomorfa). La forma è bilabiata (struttura 2/3) per una lunghezza di circa 15 – 20 mm. Il tubo, lungo 7 – 9 mm, è conico, leggermente rigonfio e pubescente. Delle due labbra, quello superiore è bilobo (dimensioni 5 x 3 mm) con denti lunghi 0,7 - 1,5 mm, quello inferiore è profondamente trilobo (dimensioni 10 x 8 mm) con denti lunghi 1,5 - 2,5 mm. Il colore in genere è violetto con tubo interno peloso.
- Androceo: gli stami sono quattro didinami (il paio anteriore è più lungo), visibili e sporgenti (avvicinati al labbro superiore della corolla); gli stami sono tutti fertili. I filamenti sono glabri. Le teche si presentano da parallele a divaricate; sono separate alla deiscenza. I granuli pollinici sono del tipo tricolpato o esacolpato.
- Gineceo: l'ovario è supero formato da due carpelli saldati (ovario bicarpellare) ed è 4-loculare per la presenza di falsi setti divisori all'interno dei due carpelli. La placentazione è assile. Gli ovuli sono 4 (uno per ogni presunto loculo), hanno un tegumento e sono tenuinucellati (con la nocella, stadio primordiale dell'ovulo, ridotta a poche cellule).[12] Lo stilo inserito alla base dell'ovario (stilo ginobasico) è del tipo filiforme. Lo stigma è bilobato o privo di lobi e capitato. In genere il pistillo è dimezzato (uno dei due rami è meno sviluppato). Il nettario è abbondante.
- Fioritura: fiorisce nel periodo che va da aprile ad giugno (settembre).

### Frutti
Il frutto è uno schizocarpo composto da 4 nucule glabre lisce. Le nucule sono provviste di areole ed hanno delle varie forme, dimensioni e colori. La deiscenza è basale o laterale.

## Riproduzione
- Impollinazione: l'impollinazione avviene tramite insetti tipo ditteri e imenotteri (impollinazione entomogama).[7][13] In particolare la pianta è bottinata dalle api.
- Riproduzione: la fecondazione avviene fondamentalmente tramite l'impollinazione dei fiori (vedi sopra).
- Dispersione: i semi cadendo a terra (dopo essere stati trasportati per alcuni metri dal vento – disseminazione anemocora) sono successivamente dispersi soprattutto da insetti tipo formiche (disseminazione mirmecoria). I semi hanno una appendice oleosa (elaisomi, sostanze ricche di grassi, proteine e zuccheri) che attrae le formiche durante i loro spostamenti alla ricerca di cibo.[14]

## Distribuzione e habitat

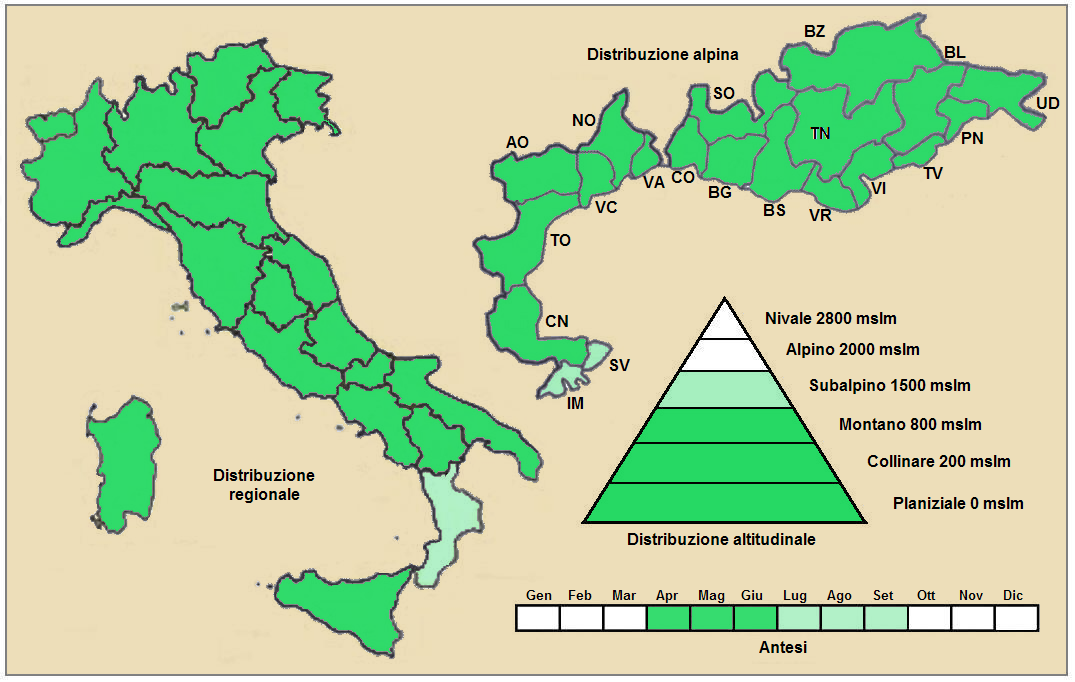
Distribuzione della pianta
(Distribuzione regionale – Distribuzione alpina)

- Geoelemento: il tipo corologico (area di origine) è Euri-Mediterraneo.
- Distribuzione: in Italia è una specie rara e comunque è distribuita su tutto il territorio. Si trova anche nelle Alpi e su tutti i rilievi europei collegati alle Alpi (Foresta Nera, Vosgi, Massiccio del Giura, Massiccio Centrale, Pirenei, Monti Balcani e Carpazi) escluse le Alpi Dinariche.[16]
- Habitat: l'habitat tipico sono le pendici meridionali delle Alpi e degli Appennini, gli affioramenti rocciosi, gli ambienti sabbiosi, le praterie rase mediterranee e alpine dal piano collinare a quello subalpino. Il substrato preferito è calcareo ma anche calcareo/siliceo con pH basico, bassi valori nutrizionali del terreno che deve essere arido.[16]
- Distribuzione altitudinale: sui rilievi queste piante si possono trovare fino a 1300 m s.l.m.; frequentano quindi i seguenti piani vegetazionali: collinare, montano e in parte quello aubalpino (oltre a quello planiziale – a livello del mare).

### Fitosociologia

#### Areale alpino
Dal punto di vista fitosociologico alpino Clinopodium acinos appartiene alla seguente comunità vegetale:
- Formazione: comunità pioniere a terofite e succulente
  - Classe: Koelerio-Corynephoretea

#### Areale italiano
Per l'areale completo italiano Clinopodium acinos appartiene alla seguente comunità vegetale:
- Macrotipologia: vegetazione delle praterie
  - Classe: Sedo albi - Scletanthetea biennis
    - Ordine: Alysso alyssoidis - Sedetalia albi
      - Alleanza: Alysso alyssoidis - Sedion albi

Descrizione: l'alleanza Alysso alyssoidis - Sedion albi è relativa alle comunità subatlantiche e medioeuropee, spesso ricche di terofite, della fascia collinare, montana e altimontana, su suoli calcarei (substrato generalmente calcareo con suoli superficiali e permeabili). Questa alleanza si sviluppa su pratelli xerotermofili (comunità che predilige o comunque sopporta bene condizioni ambientali con alte temperature e scarse disponibilità idriche), erboso-rupestri, discontinui, che occupano ambiti rocciosi dal piano mesomediterraneo a quello supratemperato inferiore, localmente fino all'orizzonte subalpino. L'alleanza è distribuita su tutto il territorio nazionale nelle aree collinari e montane, ad esclusione delle Isole e delle regioni Puglia e Basilicata. In Europa l’alleanza si rinviene prevalentemente sulle creste montuose delle regioni occidentali, centrali e del sud-est Europa. Il livello di conservazione delle specie di questa alleanza è generalmente buono pur trattandosi di cenosi di estensione limitata e presenti in contesti ambientali molto peculiari e selettivi, difficilmente colonizzabili da altre formazioni.
Altre alleanze per questa specie sono:
- Vulpio ciliatae-Crepidion neglectae

## Tassonomia
La famiglia di appartenenza del genere (Lamiaceae), molto numerosa con circa 250 generi e quasi 7000 specie, ha il principale centro di differenziazione nel bacino del Mediterraneo e sono piante per lo più xerofile (in Brasile sono presenti anche specie arboree). Per la presenza di sostanze aromatiche, molte specie di questa famiglia sono usate in cucina come condimento, in profumeria, liquoreria e farmacia. La famiglia è suddivisa in 7 sottofamiglie: il genere Clinopodium è descritto nella tribù Mentheae (sottotribù Menthinae) che appartiene alla sottofamiglia Nepetoideae.
Per questa specie il basionimo è: Thymus acinos L..
Nella pubblicazione "Flora d'Italia" di Sandro Pignatti questa pianta è indicata con il nome di Acinos arvensis (Lam.) Dandy.

### Variabilità
La specie di questa voce è polimorfa; sono state classificate diverse varietà a partire dalla pelosità della pianta.

### Ibridi
Sul territorio italiano è possibile incontrare popolazioni di aspetto intermedio tra Clinopodium acinos e Clinopodium alpinum (L.) Kuntze il cui ibrido è chiamato Clinopodium x mixtum  (Ausserd. ex Heinr.Braun & Sennholz) Starm., 2011 (basionimo: Calamintha × mixta Ausserd. ex Heinr.Braun & Sennholz, 1890).

### Sinonimi
Questa entità ha avuto nel tempo diverse nomenclature. L'elenco seguente indica alcuni tra i sinonimi più frequenti:
- Acinos acinos (L.) Huth
- Acinos acuminatus  Friv.
- Acinos arvensis  (Schur) Dandy
- Acinos arvensis subsp. eglandulosus  (Klokov) Tzvelev
- Acinos arvensis subsp. villosus  (Pers.) Soják
- Acinos arvensis var. acuminatus  (Friv.) Šilic
- Acinos arvensis var. perennans  (Vis.) Šilic
- Acinos arvensis var. villosus  (Pers.) Šilic
- Acinos thymoides var. perennans  Vis.
- Acinos thymoides var. villosus  (Pers.) Vis.
- Acinos villosus var. argutus  Rchb.
- Acinos clinopodiifacie  Gilib.
- Acinos eglandulosus  Klokov
- Acinos inflectus  Klokov
- Acinos schizodontus  Klokov
- Acinos subcrispus  Klokov
- Acinos thymoides  Moench
- Acinos villosus  Pers.
- Calamintha acinos  (L.) Clairv.
- Calamintha acinos var. lancifolius  Murb.
- Calamintha acinos var. villosa  (Pers.) Gaudin
- Calamintha arvensis  Lam.
- Calamintha heterophylla  (Poir.) Heynh.
- Calamintha villosa  (Pers.) A. Terracc.
- Faucibarba acinos  (L.) Dulac
- Melissa acinos  (L.) Benth.
- Melissa arvensis  (Schur) Bubani
- Satureja acinos  (L.) Scheele
- Satureja acinos var. canescens  (Dumort.) T. Durand
- Satureja acinos var. ellpitica  Briq.
- Satureja acinos var. lancifolia  (Murb.) Briq.
- Satureja villosa  (Pers.) Dörfl.
- Thymus acinos  L.
- Thymus acinoides  Schleich. ex Rchb.
- Thymus arvensis  Schur
- Thymus canescens  Dumort.
- Thymus concinnus  Salisb.
- Thymus diffusus  Bluff & Fingerh.
- Thymus gibbosus  Stokes
- Thymus heterophyllus  Poir.

## Altre notizie
L'acino annuale in altre lingue è chiamato nei seguenti modi:
- (DE)  Feld-Steinquendel, Feld-Saturei, Wilde Basilie
- (FR)  Sarriette acinos
- (EN)  Basil Thyme